# Nizina Naddunajska (Słowacja)

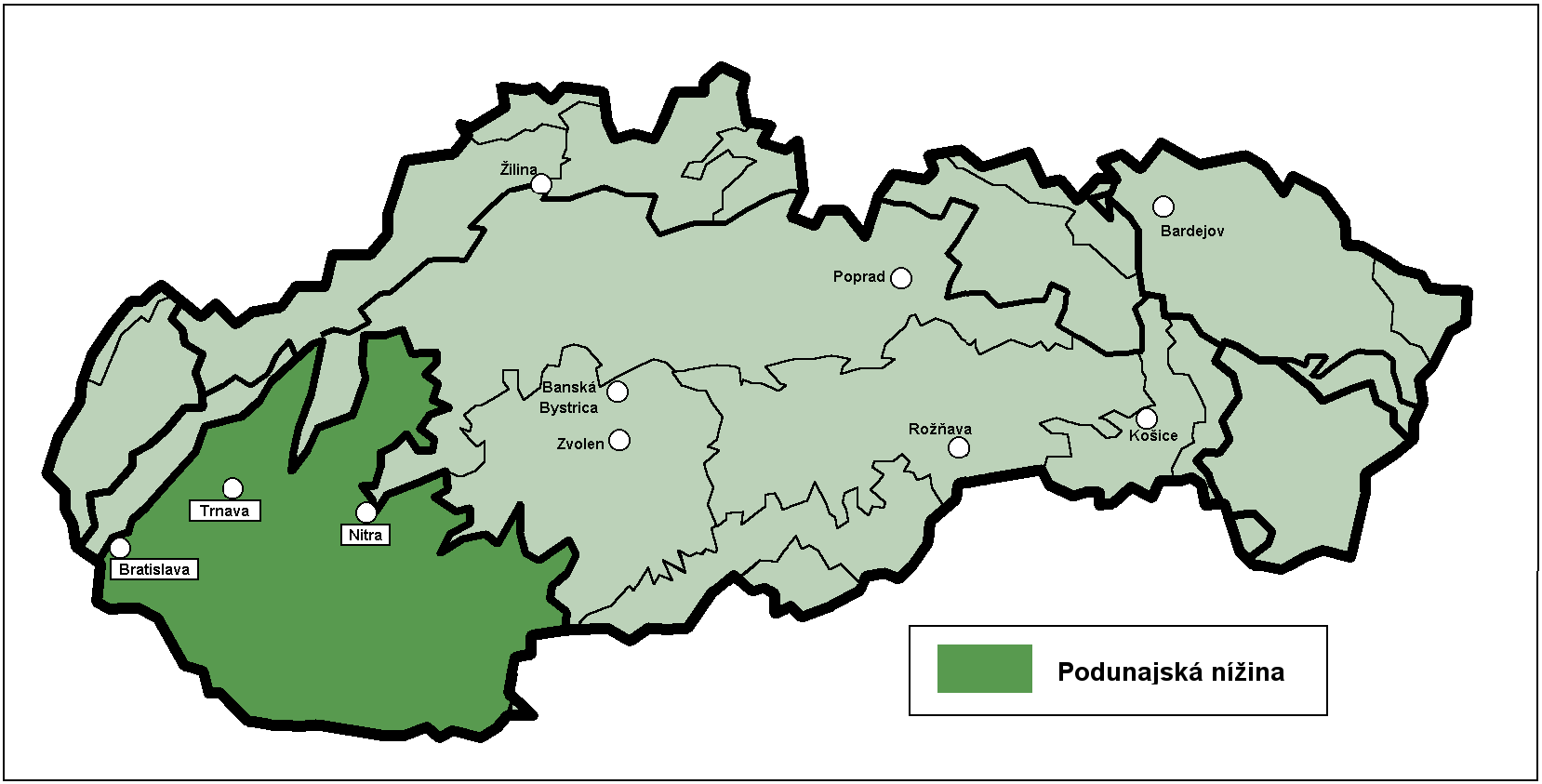
     Nizina Naddunajska
Nizina Naddunajska – (słow. Podunajská nížina) – nizina w zachodniej Słowacji, stanowiąca przedłużenie Małej Niziny Węgierskiej na północ od Dunaju. Największy nizinny region Słowacji.
Od zachodu Nizinę Naddunajską zamyka pasmo Małych Karpat, sięgające do samego Dunaju. Granica północna jest nieregularna – sięga dalej na północ w ujściach dolin rzek (Wagu, Nitry i Žitavy), cofa się na południe w miejscach, gdzie zaczynają się skrajne pasma Karpat Zachodnich – Góry Inowieckie (Považsky Inovec), Trybecz (Tríbeč), Ptacznik (Vtáčnik), Hroński Inowiec (Pohronský Inovec) i Góry Szczawnickie. Od wschodu Nizinę zamykają Wyżyna Krupińska i wzgórza Börzsöny (na terenie Węgier). Na południu granicą Niziny jest Dunaj.
Powierzchnia Niziny Naddunajskiej wynosi około 10,0 tys. km². Dzieli się ją na część północną – Pogórze Naddunajskie (Podunajská pahorkatina) i południową – Równinę Naddunajską (Podunajská rovina). Wysokość Niziny nad poziomem morza wynosi 110–250 m, przy czym część północna jest wyżej położona. We wschodniej części Niziny znajdują się liczne wzgórza, z których najwyższe to Chrbát (271 m n.p.m.), Modry Vrch (251 m n.p.m.) i Jablonec (272 m n.p.m.). Poza tym Nizina jest krainą płaską, poprzecinaną dolinami dopływów Dunaju, odnogami Dunaju i sztucznymi kanałami. Mały Dunaj, odbijający tuż za Bratysławą na wschód od głównego koryta Dunaju, tworzy na terenie Niziny największą w Europie rzeczną wyspę Žitný ostrov.
Nizina Naddunajska jest pokryta żyznymi glebami aluwialnymi, naniesionymi głównie przez Dunaj.
Nizina Naddunajska jest najcieplejszą i najbardziej nasłonecznioną częścią Słowacji.
Ciepły klimat i dobre gleby zadecydowały o tym, że Nizina Naddunajska to najważniejszy rolniczy region Słowacji. Niemal w całości jest zagospodarowana rolniczo, tylko w dolinach rzek spotyka się łąki i podmokłe lasy łęgowe. Oprócz gruntów ornych są tu liczne winnice, sady i ogrody.
Region jest pozbawiony znaczących bogactw mineralnych poza surowcami budowlanymi. Bogactwem Niziny Naddunajskiej są natomiast bardzo liczne źródła wód termalnych (do 92 °C) i mineralnych. Nie w pełni wykorzystane są natomiast zasoby energetyczne Dunaju i Wagu.
Nizina Naddunajska jest najgęściej zamieszkaną i najlepiej rozwiniętą częścią Słowacji. Największym miastem Niziny jest stolica Słowacji Bratysława. Pozostałe większe miasta to Trnawa, Nitra, Nowe Zamki i Komárno. Są one również ośrodkami przemysłowymi regionu. Przemysł jest różnorodny – tradycyjnych gałęzi i nowych technologii. Region jest poprzecinany drogami i liniami kolejowymi, zaś w Bratysławie, Komarnie i w Šturovie znajdują się porty żeglugi dunajskiej.
Południe Niziny jest zamieszkane przez mniejszość węgierską, której udział w powiatach Komárno i Dunajská Streda sięga 90% ludności.
Administracyjnie Nizina Naddunajska wchodzi w skład trzech krajów: bratysławskiego, trnawskiego i nitrzańskiego.